# Jesús Favela Vara
Jesús Favela (Ciudad de México, México; 13 de diciembre de 1963) es un ingeniero, profesor e investigador mexicano.
Especializado en el área de ciencias de la computación, particularmente en Informática médica, computación ubicua e interacción persona-computadora. Es miembro del Sistema Nacional de Investigadores (SNI) de México y profesor e investigador en el Centro de Investigación Científica y de Educación Superior de Ensenada (CICESE), donde dirige el Laboratorio de Cómputo Móvil y Ubicuo.

## Biografía
Jesús Favela estudió Ingeniería Civil en la Universidad Nacional Autónoma de México. Obtuvo el grado de Maestro en Ciencias y doctorado por el Instituto de Tecnología de Massachusetts (MIT) en donde trabajó como asistente de investigador en el Intelligent Engineering Systems Laboratory. Su asesor doctoral fue Jerome J. Connor.
El doctor Favela ha destacado en su carrera como investigador, siendo presidente de la Sociedad Mexicana de Ciencias de la Computación en el periodo desde 2003 al 2005. Además, ha colaborado en múltiples proyectos de investigación, tanto nacionales como internacionales, y ha publicado numerosos artículos científicos en revistas y conferencias de renombre.*
Actualmente, es investigador nivel III del Sistema Nacional de Investigadores y ha publicado artículos científicos en revistas y conferencias internacionales y ha participado en la organización de diversos eventos académicos y científicos en su campo de estudio.